# Courtney Shealy
Courtney Amanda Shealy, née le 12 décembre 1977 à Columbia (Caroline du Sud), est une nageuse américaine.

## Biographie
Aux Jeux olympiques d'été de 2000 à Atlanta, Courtney Shealy participe à trois épreuves :
- elle est sacrée championne olympique du relais 4 × 100 mètres nage libre ;
- elle est éliminée en séries du 100 mètres dos ;
- elle participe aux séries du relais 4 × 100 mètres quatre nages, mais ne fait pas partie du relais final remporté par les Américaines.